# 악인시대
"악인시대"는 1966년 공개된 대한민국의 영화이다.

## 배역
- 신성일
- 김지미
- 남정임
- 이빈화